# Sekulinci
Sekulinci falu Horvátországban Verőce-Drávamente megyében. Közigazgatásilag Atyinához tartozik.

## Fekvése
Verőcétől légvonalban 32, közúton 45 km-re délkeletre, községközpontjától 7 km-re délkeletre, a Papuk-hegység területén, a Ceralinca-a Budanica-patakok völgye közötti magaslaton fekszik.

## Története
A település valószínűleg a 18. század elején keletkezett Boszniából érkezett pravoszláv vlachok betelepítésével. Az első katonai felmérés térképén „Dorf Szekulinczi” néven találjuk. Lipszky János 1808-ban Budán kiadott repertóriumában „Szekulincze” néven szerepel. Nagy Lajos 1829-ben kiadott művében „Szekulincze” néven 82 házzal, 512 ortodox vallású lakossal szerepel.
1857-ben 747, 1910-ben 813 lakosa volt. 1910-ben a népszámlálás adatai szerint lakosságának 99%-a szerb anyanyelvű volt. Verőce vármegye Szalatnoki járásának része volt. Az első világháború után 1918-ban az új szerb-horvát-szlovén állam, majd később (1929-ben) Jugoszlávia része lett.
1991-ben lakosságának 99%-a szerb nemzetiségű volt. A délszláv háború idején a település 1991 októberének elején már szerb ellenőrzés alatt volt. A horvát hadsereg 136. slatinai dandárja az Orkan-91 hadművelet során 1991. december 15-én foglalta vissza. A lakosság elmenekült. 2011-ben már csak 7 lakosa volt.

## Lakossága
| Lakosság változása | Lakosság változása | Lakosság változása | Lakosság változása | Lakosság változása | Lakosság változása | Lakosság változása | Lakosság változása | Lakosság változása | Lakosság változása | Lakosság változása | Lakosság változása | Lakosság változása | Lakosság változása | Lakosság változása | Lakosság változása |
| ------------------ | ------------------ | ------------------ | ------------------ | ------------------ | ------------------ | ------------------ | ------------------ | ------------------ | ------------------ | ------------------ | ------------------ | ------------------ | ------------------ | ------------------ | ------------------ |
| 1857               | 1869               | 1880               | 1890               | 1900               | 1910               | 1921               | 1931               | 1948               | 1953               | 1961               | 1971               | 1981               | 1991               | 2001               | 2011               |
| 747                | 768                | 712                | 745                | 756                | 813                | 805                | 894                | 611                | 646                | 537                | 428                | 305                | 238                | 15                 | 7                  |